# Orchis papilionacea
Orchis papilionacea es una especie incluida en la subfamilia Orchidoideae de la familia de las Orchidaceae. Se distribuye por la Europa mediterránea. Es de hábitos terrestres y tiene tubérculos.

## Descripción

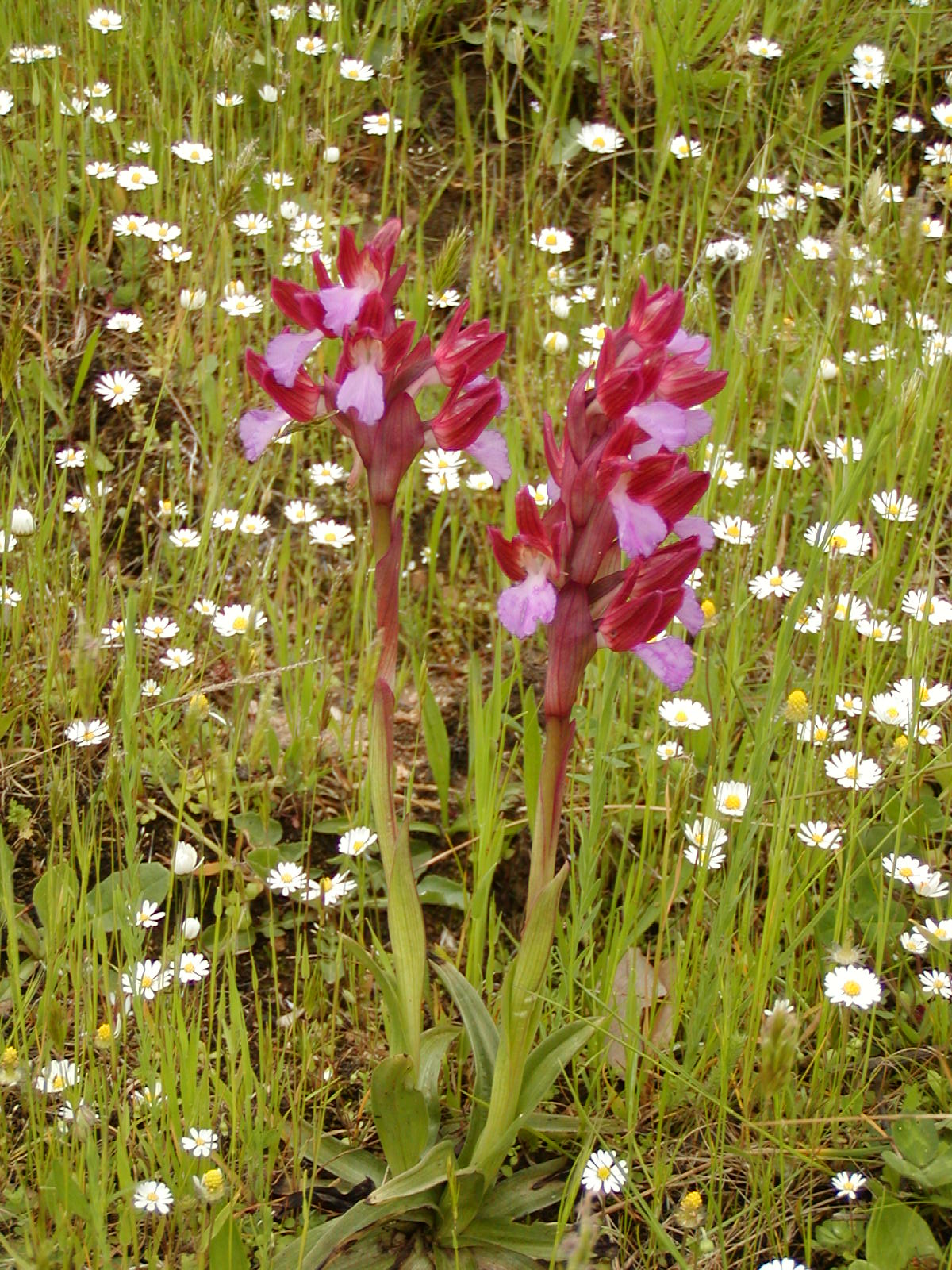
Orchis papilionacea plantas.

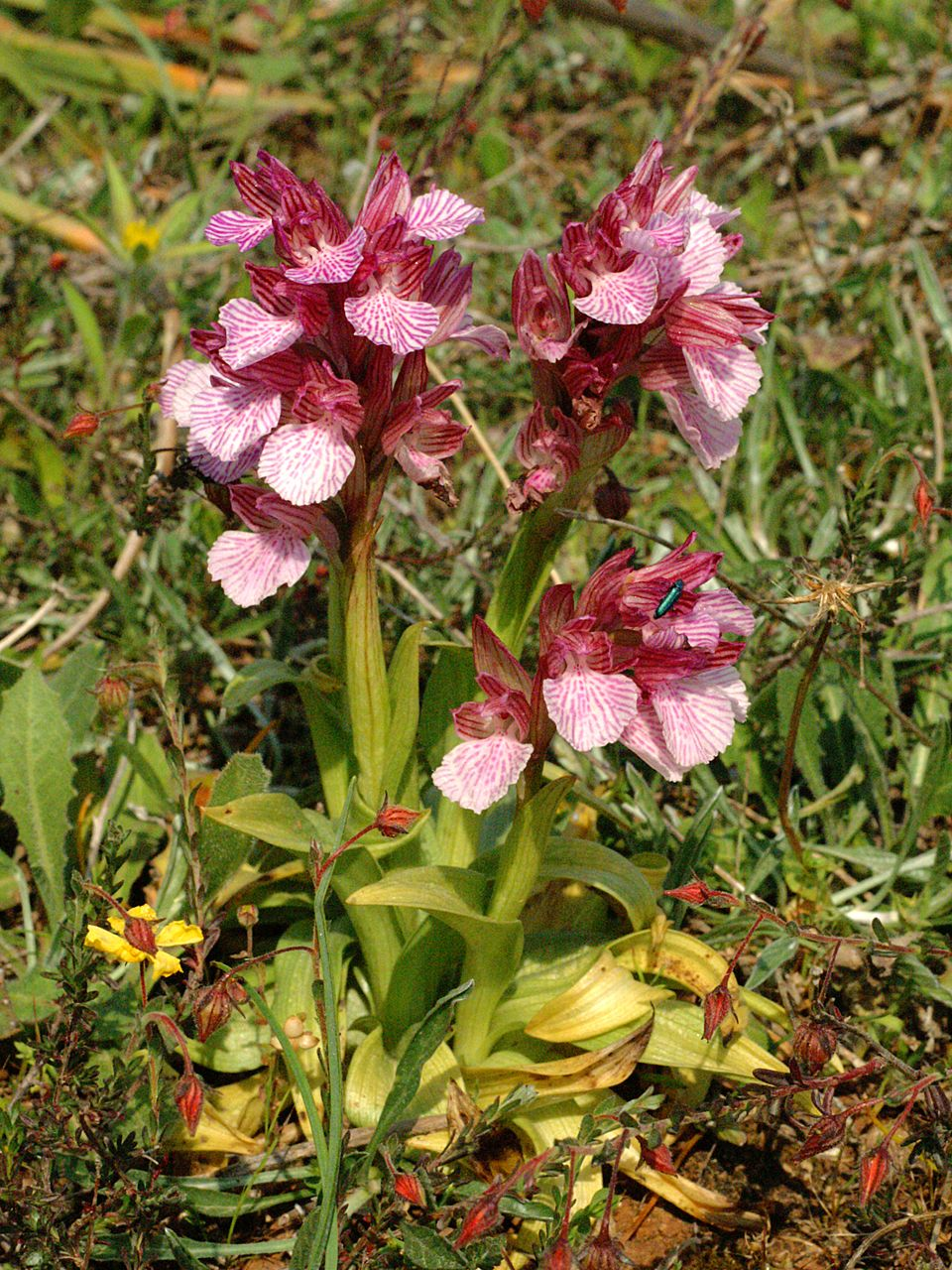

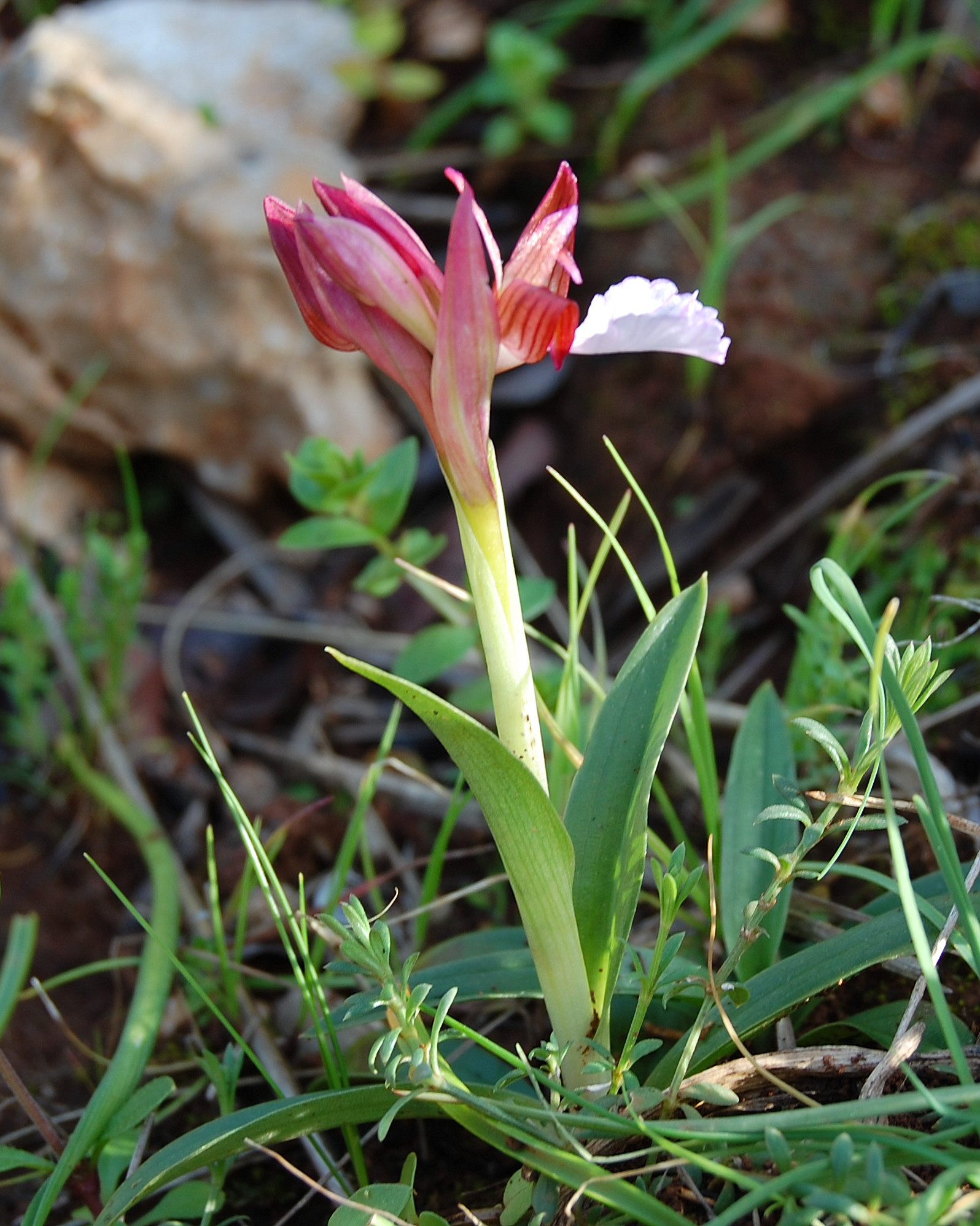

Las hojas son oblongas con una longitud de 8 cm generalmente con manchas más o menos uniformes de color purpureo marrón oscuro. También presenta brácteas foliares (3 a 4)que envuelven el tallo en la mayor parte de su longitud. Las hojas crecen desde los nódulos subterráneos que tienen un tamaño máximo de 6 cm y son elipsoides.

El tallo de la inflorescencia que es erecta en espiga con forma oblonga, sale de la roseta basal de 5 a 10 hojas oblongo lanceoladas que a veces están moteadas de puntos púrpura marronáceos. El tallo de 7,5 a 12,5 cm de longitud.

Presenta una floración en forma oblonga con flores pequeñas (4 a 8) . Los tres sépalos son iguales en tamaño de color púrpura intenso con nervaduras de color púrpura más oscuro convergentes en el ápice estando soldados por la base, quedando los sépalos arqueados lateralmente divergentes por los ápices hacia afuera y arriba, por encima de la columna sin cubrirla totalmente.

El labelo sobresale debajo del casco 3/4 partes es de color púrpura blanquecino. El labelo de forma en lengüeta presenta el borde festoneado con pequeñas identaciones. Tiene además dos pétalos la mitad del tamaño de los sépalos y su mismo color algo más débil, que se sitúan por encima de la columna cubriéndola.

Floreciendo desde marzo hasta junio. El color puede variar desde blanquecino a diferentes tonos de rosa y púrpura.

## Hábitat
Se desarrolla en prados, matorrales y bosques no muy tupidos, en todo tipo de terrenos aunque prefiere los de tendencia calcárea, a la luz solar directa o media sombra.

Se encuentran en la zona del Mediterráneo.

## Usos medicinales
La harina de sus tubérculos llamada salep es muy nutritiva y demulcente. Se usa en dietas especiales de convalecientes y niños. Es muy rica en mucílago y forma una demulcente y suave gelatina que se usa para el canal gastrointestinal irritado. Una parte de harina con cincuenta partes de agua son suficientes para formar la gelatina. El tubérculo para preparar la harina debe ser recolectado cuando la planta está recién seca después de la floración y cuando ha soltado las semillas.
El salep es muy popular en Turquía, motivo por el que esta especie está desapareciendo en este país, por lo que no debe recolectarse bajo ningún concepto; no obstante, en la mayoría de los países donde se encuentra esta planta, está protegida.

## Taxonomía
Orchis papilionacea fue descrita por Carlos Linneo  y publicado en Systema Naturae, Editio Decima 1242. 1759.
Etimología
Estas  orquídeas reciben su nombre del griego όρχις "orchis", que significa testículo, por la apariencia de los tubérculos subterráneos en algunas especies terrestres. La palabra 'orchis' la usó por primera vez  Teofrasto (371/372 - 287/286 a. C.), en su libro  "De historia plantarum" (La historia natural de las plantas). Fue discípulo de Aristóteles y está considerado como el padre de la Botánica y de la Ecología.
papilionacea: epíteto latino por la apariencia de la flor como una mariposa.
Sinonimia
- Vermeulenia papilionacea (L.) Á.Löve & D.Löve (1972)
- Vermeulenia papilionacea var. bruhnsiana (Gruner) Szlach. (2001)
- Vermeulenia papilionacea var. grandiflora (Boiss.) Szlach. (2001)
- Vermeulenia papilionacea var. heroica (E.D.Clarke) Szlach. (2001)

- Anacamptis papilionacea (L.) R.M.Bateman, Pridgeon & M.W.Chase 1997
- Anacamptis papilionacea var. cyrenaica (E.A.Durand & Barratte) ined.
- Dactylorhiza cyrenaica (E.A.Durand & Barratte) Hautz. 1979 publ. 1980
- Orchis bruhnsiana (Gruner) Majorov ex Grossh. 1928
- Orchis caspia Trautv. 1873
- Orchis cyrenaica E.A.Durand & Barratte 1910
- Orchis decipiens Tod ?
- Orchis heroica Clarke ?
- Orchis melchifafii Hautz. 1979 publ. 1980
- Orchis papilionacea f. rosea (Alleiz.) Maire & Weiller 1959

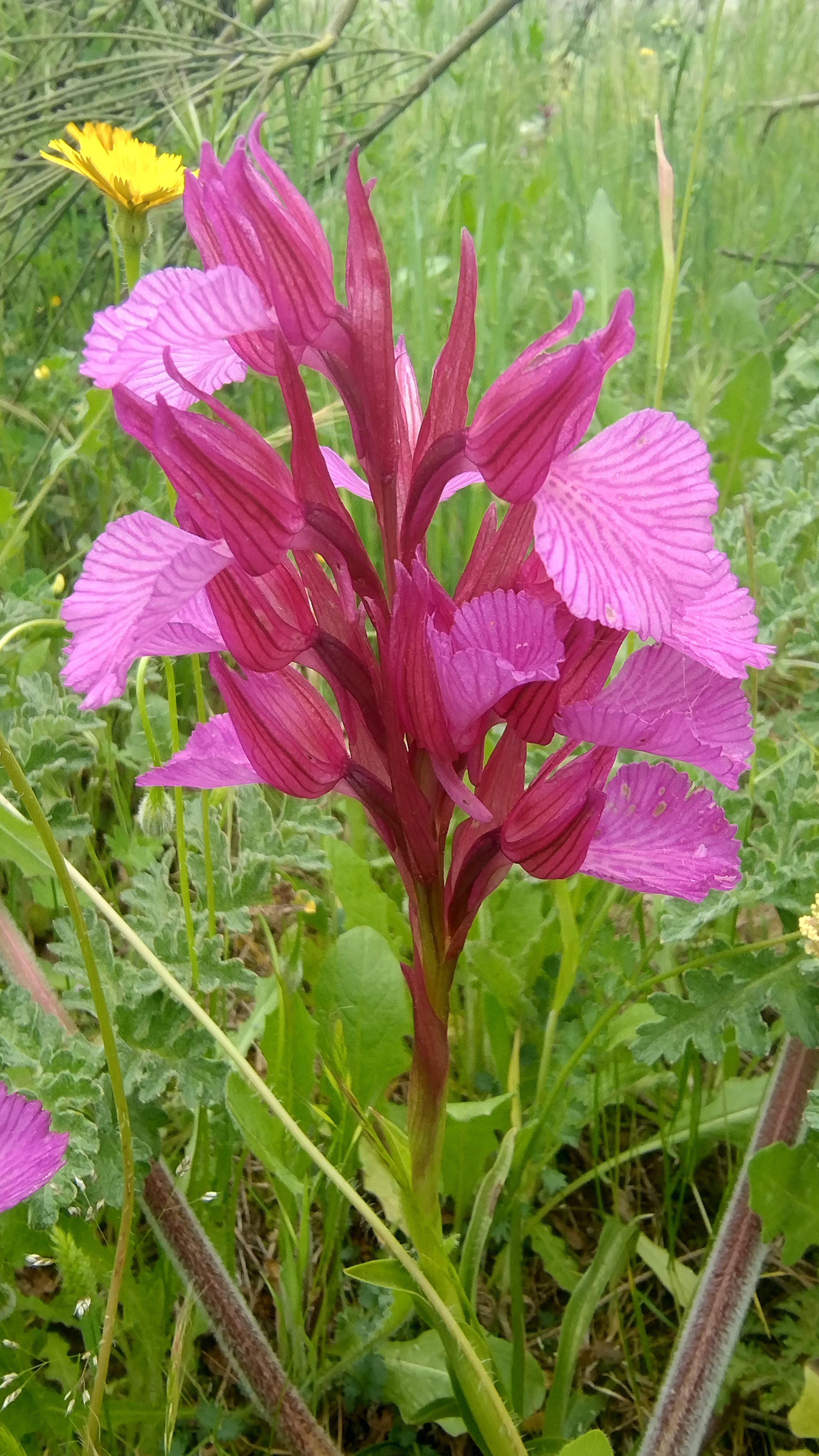
Orchis papilionacea.

- Orchis papilionacea subsp. alibertis G.Kretzschmar & H.Kretzschmar 2001
- Orchis papilionacea.Orchis papilionacea subsp. bruhnsiana (Gruner) Soó in ?
- Orchis papilionacea subsp. heroica (E.D.Clarke) H.Baumann 1986
- Orchis papilionacea subsp. rubra (Jacq.) Sünd. 1968
- Orchis papilionacea var. bruhnsiana Gruner 1867
- Orchis papilionacea var. cyrenaica (E.A.Durand & Barratte) P.Delforge 2000
- Orchis papilionacea var. heroïca (Clarke) P.Delforge 1991
- Orchis papilionacea var. major E.G.Camus 1900
- Orchis papilionacea var. parviflora Willk. 1861
- Orchis papilionacea var. rosea Alleiz. 1923
- Orchis papilionacea var. rubra (Jacq.) Lindl. 1835
- Orchis rubra var. expansa (Ten.) Lindl. 1835
- Orchis schirwanica Woronow 1909
- Vermeulenia caspia (Trautv.) Á.Löve & D.Löve 1972
- Vermeulenia papilionacea var. cyrenaica (E.A.Durand & Barratte) Szlach. 2001[2]

## Nombre común
- Castellano: hierba del muchacho, lirios rojos, orquídea, orquídea mariposa.[3]